# 西富士宮駅
西富士宮駅（にしふじのみやえき）は、静岡県富士宮市貴船町にある、東海旅客鉄道（JR東海）身延線の駅である。駅番号はCC07。

## 概要
西富士宮駅は富士宮市の中心市街地の西端に位置する有人駅である。普通列車のみの停車駅であり、富士宮市と富士市を結ぶ区間列車の富士宮市側の起点・終点であるため当駅止まりの列車が多く、当駅から身延・甲府方面へ向かう列車は減少する。
TOICA等のICカードは当駅以南（富士宮・富士方面）のみ利用可能で、当駅以北（沼久保・身延方面）はエリア外のため利用できない。
甲府方面に向かう場合、当駅が静岡県内最後の有人駅となる。

## 歴史
当駅は、1927年（昭和2年）に私鉄の富士身延鉄道によって開設された大宮西町駅（おおみやにしまちえき）を前身とする。富士身延鉄道が国有化されたのち1942年に現在の駅名に改称、1987年（昭和62年）の国鉄分割民営化によりJR東海の運営に移っている。国鉄時代、身延線には急行「富士川」が運行されており、当駅はその停車駅の一つであったが、JR移行後の1995年10月1日に「富士川」が特急に格上げされると、当駅は停車駅から外れた。
- 1927年（昭和2年）7月15日：富士身延鉄道の大宮西町駅（おおみやにしまちえき）として開業[4][5]。旅客・貨物の取扱を開始[5]。
- 1938年（昭和13年）10月1日：富士身延鉄道を鉄道省が借り上げ、身延線とする[6]。
- 1941年（昭和16年）5月1日：富士身延鉄道が正式に国有化される[6]。
- 1942年（昭和17年）10月1日：西富士宮駅（にしふじのみやえき）に改称[4][5]。
- 1960年（昭和35年）7月10日：貨物の取り扱いを廃止[5]。
- 1984年（昭和59年）2月1日：荷物の取り扱いを廃止[5]。
- 1987年（昭和62年）4月1日：国鉄分割民営化により、東海旅客鉄道（JR東海）の駅となる[5]。
- 1995年（平成7年）10月1日：急行「富士川」の廃止[7]により、優等列車の停車が消滅。
- 2010年（平成22年）3月13日：富士駅方面においてICカード「TOICA」の利用が可能となる[8]。
- 2015年（平成27年）3月29日：エレベーターの供用を開始[9]。

## 駅構造

### ホーム・駅構内
島式ホーム1面2線を有する地上駅。線路・ホームはほぼ南東から北西に通っており、ホームの東側（駅舎側）が1番線、西側が2番線である。ホームのある線路のほか、電車留置用の側線3本と、車庫も設置されている保線車両留置用の側線1本が2番線の西側にある。

#### のりば
| 番線 | 路線      | 方向 | 行先           |
| ---- | --------- | ---- | -------------- |
| 1・2 | CC 身延線 | 上り | 富士方面       |
| 1・2 | CC 身延線 | 下り | 身延・甲府方面 |

（出典：[JR東海:駅構内図]）
- 原則として上り列車が1番線、下り列車が2番線を使用する。
- 夜間留置が設定されている。

### 駅舎
駅舎はホームの北東側に開設されている。
駅舎は改装済みの木造で、基本的に一階建てであるが駅事務室の一部分のみ二階建てとなっている。内部の旅客が立ち入ることのできる部分には自動券売機や有人の窓口（JR全線きっぷうりば設置）などがあり、待合所の片隅では売店が営業を行っている。JR東海の直営駅（駅員配置駅）だが駅長は配置されていないため、当駅の管理は管理駅の富士宮駅が担当している。

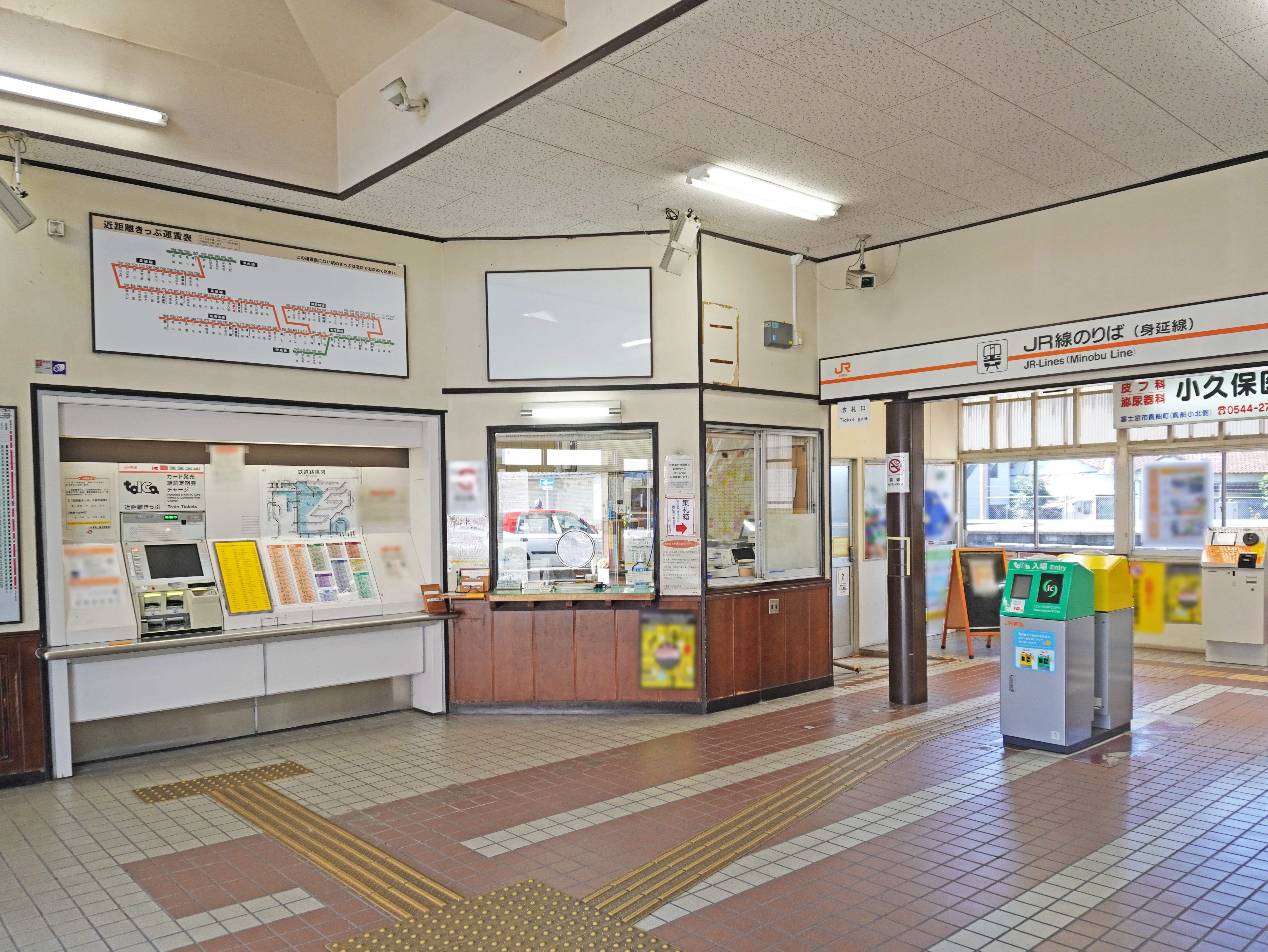
改札口（2022年9月）
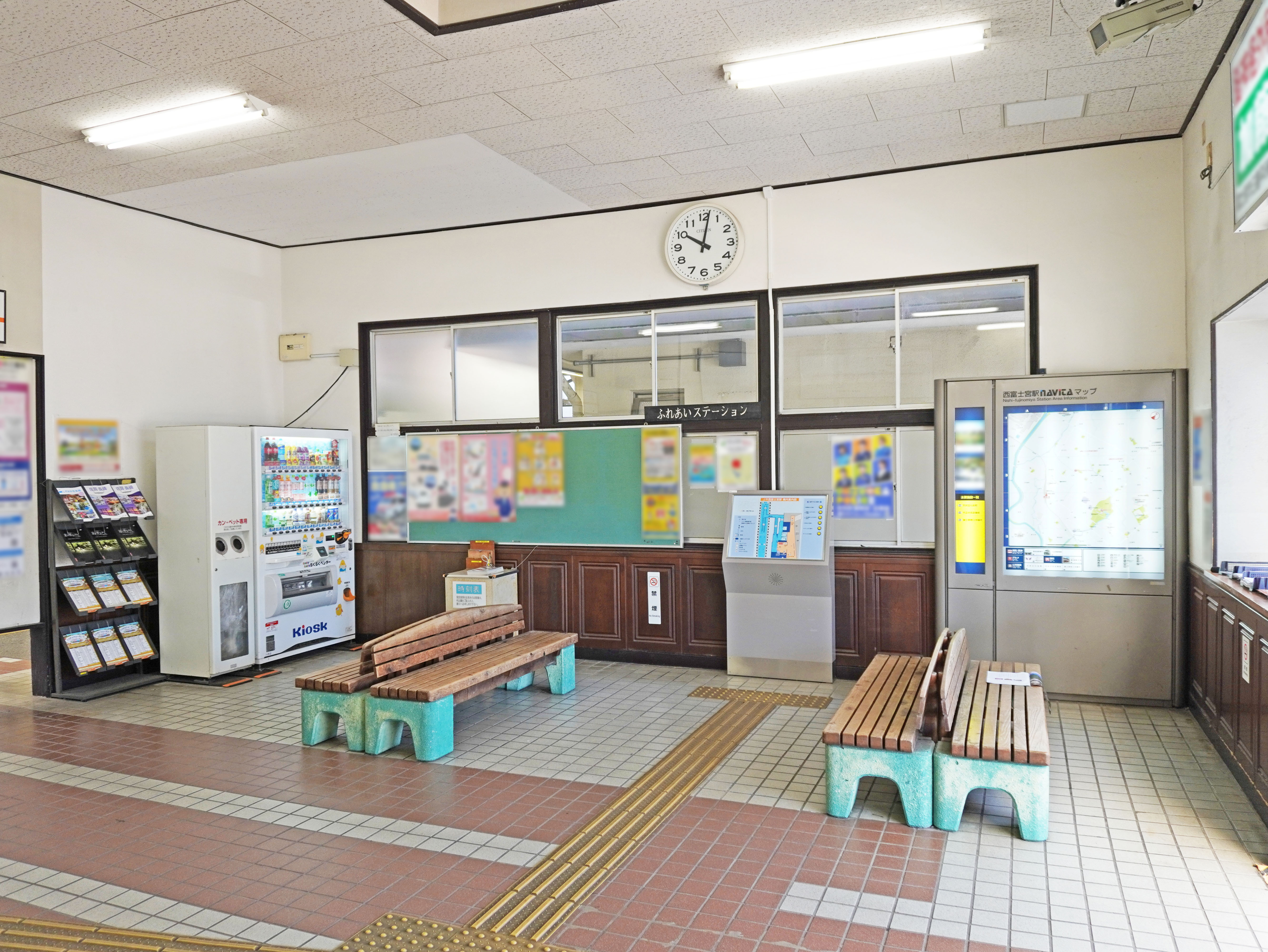
待合室（2022年9月）
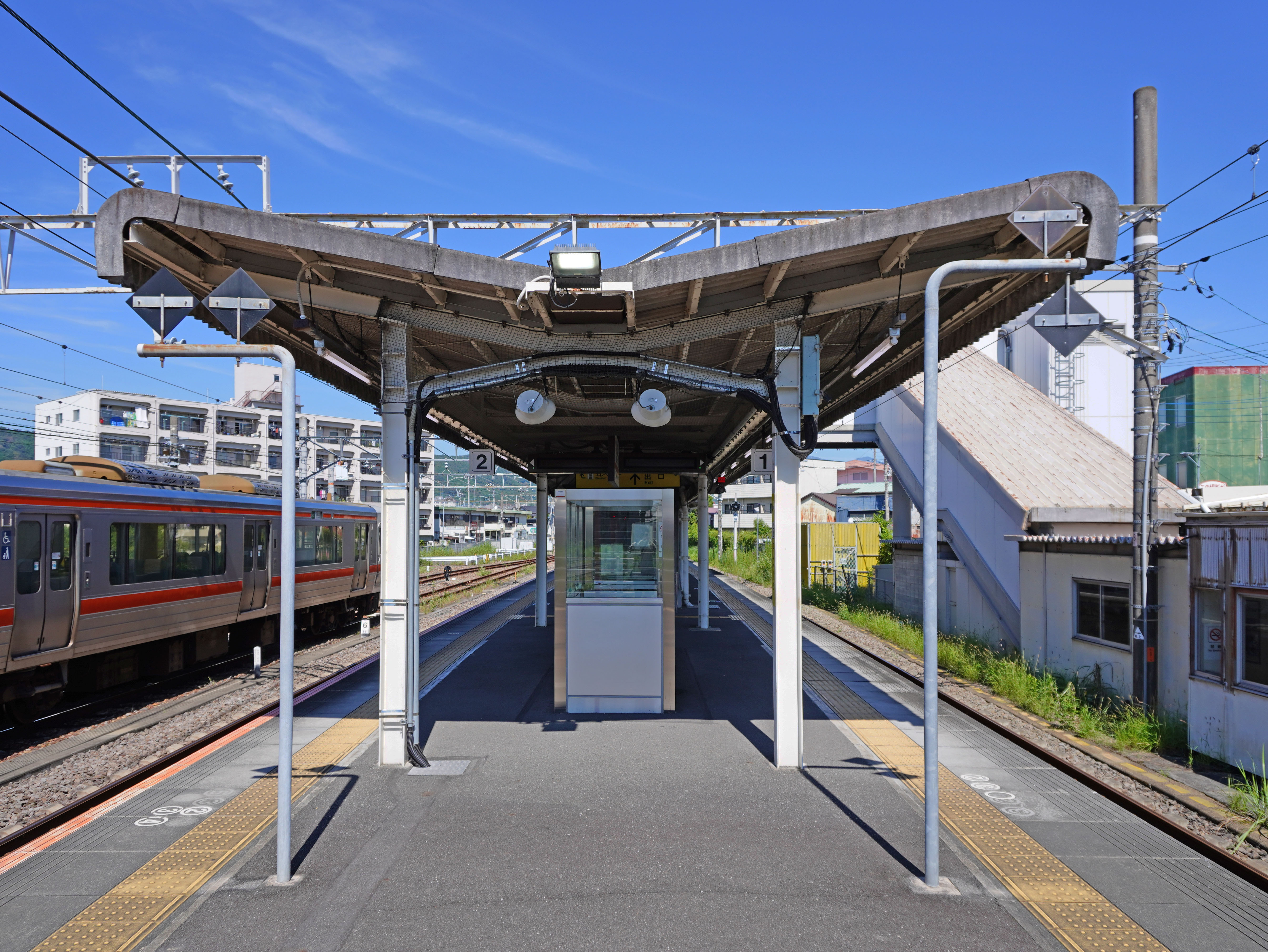
ホーム（2022年9月）

## 利用状況
「富士宮市の統計」「静岡県統計年鑑」によると、2021年度（令和3年度）の1日平均乗車人員は1,051人である。
1993年度（平成5年度）以降の推移は以下のとおりである。
| 乗車人員推移       | 乗車人員推移     | 乗車人員推移  |
| 年度               | 1日平均 乗車人員 | 出典          |
| ------------------ | ---------------- | ------------- |
| 1993年（平成05年） | 2,200            | [ 13 ]        |
| 1994年（平成06年） | 2,153            | [ 13 ]        |
| 1995年（平成07年） | 2,101            | [ 13 ]        |
| 1996年（平成08年） | 2,096            | [ 13 ]        |
| 1997年（平成09年） | 1,903            | [ 13 ]        |
| 1998年（平成10年） | 1,795            | [ 13 ]        |
| 1999年（平成11年） | 1,681            | [ 13 ]        |
| 2000年（平成12年） | 1,607            | [ 13 ]        |
| 2001年（平成13年） | 1,635            | [ 13 ]        |
| 2002年（平成14年） | 1,564            | [ 13 ]        |
| 2003年（平成15年） | 1,572            | [ 13 ]        |
| 2004年（平成16年） | 1,540            | [ 13 ]        |
| 2005年（平成17年） | 1,479            | [ 13 ]        |
| 2006年（平成18年） | 1,464            | [ 13 ]        |
| 2007年（平成19年） | 1,444            | [ 13 ]        |
| 2008年（平成20年） | 1,454            | [ 13 ]        |
| 2009年（平成21年） | 1,429            | [ 13 ]        |
| 2010年（平成22年） | 1,413            | [ 13 ]        |
| 2011年（平成23年） | 1,315            | [ 13 ]        |
| 2012年（平成24年） | 1,314            | [ 13 ]        |
| 2013年（平成25年） | 1,332            | [ 13 ]        |
| 2014年（平成26年） | 1,304            | [ 13 ]        |
| 2015年（平成27年） | 1,278            | [ 13 ]        |
| 2016年（平成28年） | 1,210            | [ 13 ]        |
| 2017年（平成29年） | 1,233            | [ 12 ] [ 13 ] |
| 2018年（平成30年） | 1,268            | [ 12 ] [ 13 ] |
| 2019年（令和元年） | 1,237            | [ 12 ] [ 13 ] |
| 2020年（令和02年） | 1,038            | [ 12 ] [ 13 ] |
| 2021年（令和03年） | 1,051            | [ 12 ] [ 13 ] |

## 駅周辺
駅周辺は、富士宮市の中心市街地の西端にあたる。駅前広場の整備がなされており、バスやタクシーが発着する。また駅前からは商店街が延びている。
当駅から次の沼久保駅にかけては、身延線の線路は方向を180度変えながら勾配を上っていく。そのため甲府方面の列車で言うと、当駅を出ると最初は富士山は右の車窓に見えるが、線路が潤井川を渡るとまもなく富士山は左の車窓に見える。沼久保駅との間で、富士宮市街を抱くようにした富士山の姿を、左側の窓からよく見ることができる。
- 富士宮市立貴船小学校
- 富士宮貴船郵便局
- 富士宮市立富士宮第三中学校
- 富士宮市立富士宮第四中学校
- 富士山本宮浅間大社
- 森永乳業富士工場
- 富士フイルム富士宮工場
- 静岡県道184号白糸富士宮線
- 静岡県道25号富士宮芝川線
- 静岡県道180号富士宮富士公園線
- 静岡県道414号富士富士宮線

## バス路線
「西富士宮駅」停留所にて、以下の路線バスやコミュニティバスが発着する。
| 運行事業者     | 系統・行先                                            | 備考                             |
| -------------- | ----------------------------------------------------- | -------------------------------- |
| 富士急静岡バス | S111 曽比奈線：曽比奈                                 |                                  |
| 富士急静岡バス | S121 上条線：上条                                     |                                  |
| 富士急静岡バス | S131 柚野線：富士宮駅 / 上柚野                        |                                  |
| 宮バス         | 宮1（内回り）・宮2（外回り） 中央循環線：総合福祉会館 | 年末年始は運休。                 |
| 宮バス         | 宮13 香葉台線・宮14 稗久保線：富士宮駅、芝川会館      | 日曜・祝日および年末年始は運休。 |

- 上条線の富士宮駅行は駅から東に300 m以上行った「西富士宮駅入口」から乗車できる。

## 隣の駅
東海旅客鉄道（JR東海）
CC 身延線
富士宮駅 (CC06) - 西富士宮駅 (CC07) - 沼久保駅